# آنا أليس شابن
آنا أليس شابن (بالإنجليزية: Anna Alice Chapin)‏من مواليد (16 ديسمبر عام 1880، نيويورك في الولايات المتحدة ،وتوفت في 26 فبراير عام 1920، نيويورك في الولايات المتحدة)؛ كاتِبة وروائية أمريكية.

## روابط خارجية
- آنا أليس شابن على موقع IMDb (الإنجليزية)
- آنا أليس شابن على موقع قاعدة بيانات برودواي على الإنترنت (الإنجليزية)